# Roger Carmouze
Pour les articles homonymes, voir Carmouze.
 (mai 2025).
Pas d'image ? Cliquez ici

a Compétitions nationales et continentales officielles uniquement.

Roger Carmouze, né le 22 janvier 1929 à Saint-Jean-de-Luz (Pyrénées-Atlantiques) et mort le 19 février 2023 dans la même ville, est un joueur français de rugby à XV et de rugby à XIII évoluant aux postes d'ailier à XV et d'ailier ou de demi d'ouverture à XIII dans les années 1940 et 1950.
Natif de Saint-Jean-de-Luz, il pratique le rugby à XV dès son plus jeune âge et intègre le club du F.C. Auch. En 1952, il change de code de rugby et signe pour le R.C. Marseille en rugby à XIII. Avec celui-ci, il remporte à deux reprises le titre de Coupe de France en 1957 et 1965, en ayant pour équipier François Rinaldi, Auguste Ambert, Jean Rouqueirol et Antranick Apellian. Il joue également quelques saisons pour Montpellier XIII.

## Biographie
Roger Carmouze naît le 22 janvier 1929 à Saint-Jean-de-Luz dans le département français des Basses-Pyrénées.
Il meurt le 19 février 2023 dans sa ville natale.

## Palmarès
- Collectif :
  - Vainqueur de la Coupe de France : 1957 et 1965 (Marseille).
  - Finaliste du Championnat de France : 1954 (Marseille).
  - Finaliste de la Coupe de France : 1955 (Marseille).

### Détails en club
| Saison    | Saison           | Championnat           | Championnat | Coupe           | Coupe      |
| Saison    | Saison           | Comp.                 | Class.      | Comp.           | Class.     |
| --------- | ---------------- | --------------------- | ----------- | --------------- | ---------- |
| 1952-1953 | RC Marseille     | Championnat de France | 1/2 finale  | Coupe de France | 1/8 finale |
| 1953-1954 | RC Marseille     | Championnat de France | Finaliste   | Coupe de France | 1/2 finale |
| 1954-1955 | RC Marseille     | Championnat de France | 5e          | Coupe de France | Finaliste  |
| 1955-1956 | RC Marseille     | Championnat de France | 1/2 finale  | Coupe de France | 1/2 finale |
| 1956-1957 | RC Marseille     | Championnat de France | 1/2 finale  | Coupe de France | Vainqueur  |
| 1957-1958 | RC Marseille     | Championnat de France | 8e          | Coupe de France | 1/4 finale |
| 1958-1959 | RC Marseille     | Championnat de France | 13e         | Coupe de France | 1/2 finale |
| 1959-1960 | Montpellier XIII | Championnat de France | 12e         | Coupe de France | 1/4 finale |
| 1960-1961 | Montpellier XIII | Championnat de France | 1/4 finale  | Coupe de France | 1/8 finale |
| 1961-1962 |                  | Championnat de France |             | Coupe de France |            |
| 1962-1963 |                  | Championnat de France |             | Coupe de France |            |
| 1963-1964 | RC Marseille     | Championnat de France | 11e         | Coupe de France | 1/8 finale |
| 1964-1965 | RC Marseille     | Championnat de France | 9e          | Coupe de France | Vainqueur  |
| 1965-1966 | RC Marseille     | Championnat de France | Barrages    | Coupe de France | 1/4 finale |